# Lorsque l'enfant paraît (film, 1910)
Pour les articles homonymes, voir Lorsque l'enfant paraît.
Pour plus de détails, voir Fiche technique et Distribution.
Lorsque l'enfant paraît est un film français réalisé par Léonce Perret, sorti en 1910.

## Fiche technique
- Titre : Lorsque l'enfant paraît
- Réalisation : Léonce Perret
- Scénario : Louis Feuillade
- Photographie : Georges Specht
- Montage :
- Producteur :
- Société de production : Société des Établissements L. Gaumont
- Société de distribution : Comptoir Ciné-Location
- Pays d'origine :  France
- Langue : film muet avec les intertitres en français
- Format : Noir et blanc — 35 mm — 1,33:1 — Muet
- Genre :
- Métrage : 194 mètres
- Durée : 6 minutes 30
- Dates de sortie :
  -  France : 1er mai 1910

## Distribution
- Jeanne Marie-Laurent
- Suzanne Privat
- Suzanne Arduini